# Шандра Володимир Миколайович
Володи́мир Микола́йович Ша́ндра (нар. 11 січня 1963, м. Зборів Тернопільської області, Україна) — український політик, державний діяч. З 2 березня 2014 до 3 лютого 2016 — голова Київської ОДА.

## Освіта
З 1981 року по 1987 рік навчався на денному відділені на факультеті атомних електростанцій та устаткування Московського інженерно-фізичного інституту (згодом — Обнінський інститут атомної енергетики) за фахом «Атомні електростанції та установки». У 2006 році закінчив Національну академію управління, де отримав кваліфікацію магістра фінансів.
Захистив дисертацію на тему технологічного оновлення економіки на інноваційних підставах.

## Трудова діяльність
1980 — розпочав трудову діяльність шліфувальником на виробничому об'єднанні «Тернопільський комбайновий завод».
1987 — після закінчення інституту працював на Хмельницькій АЕС, де пройшов шлях від оператора реакторного відділення, старшого інженера з ремонту та експлуатації обладнання реакторного відділення до провідного інженера з керування реактором.
З 1992 по 2002 рр. працював в реальному секторі економіки.

## Політична діяльність
У 2002 році Володимир Шандру обраний народним депутатом України за списком Блоку Віктора Ющенка «Наша Україна» (№ 39). Був заступником голови Комітету Верховної Ради України з питань промислової політики та підприємництва.
На президентських виборах 2004 року очолював Хмельницький обласний штаб коаліції «Сила народу».
З лютого 2005 по серпень 2006 року обіймав посаду Міністра промислової політики України.
У 2006—2007 роках — радник Президента України. Був головою громадської організації «Інститут соціально-економічного розвитку».
У 2006—2008 роках — член наглядових рад Державного ощадбанку України та Державного експортно-імпортного банку.
На парламентських виборах 2007 року балотувався до парламенту за списком Блоку «Наша Україна — Народна Самооборона» (№ 75). На перевиборах очолював виборчий штаб у Хмельницькій області.
18 грудня 2007 — 11 березня 2010 — Міністр України з питань надзвичайних ситуацій та у справах захисту населення від наслідків Чорнобильської катастрофи (призначений постановою Верховної Ради України № 10-VI від 18 грудня 2007 року; звільнений Постановою Верховної Ради України від 11 березня 2010 року № 1965-VI).
2 березня 2014 року виконувач обов'язків Президента України Турчинов призначив Володимира Шандру головою Київської ОДА. 6 вересня 2014 року Президент України Петро Порошенко звільнив Володимира Шандру з цієї посади

## Корупція
Родина є власником величезного маєтку в Київській області.

## Сім'я
Дружина Антоніна Євгенівна (нар. 1960) .
Має двох синів — Андрія (нар. 1980) і Антона (нар. 1994).

## Нагороди та звання
- Державний службовець 1-го рангу (з жовтня 2006)[11].
- Кандидат економічних наук.
- Нагороджений орденом «За заслуги» III ступеня (вересень 2008)[12].